# Francis de Miomandre
Francis de Miomandre, nom de plume de Francis Durand, né le 22 mai 1880 à Tours et mort le 1er août 1959 à Saint-Brieuc, est un écrivain et un traducteur français.
Il reçoit le prix Goncourt en 1908 pour Écrit sur de l'eau....

## Biographie

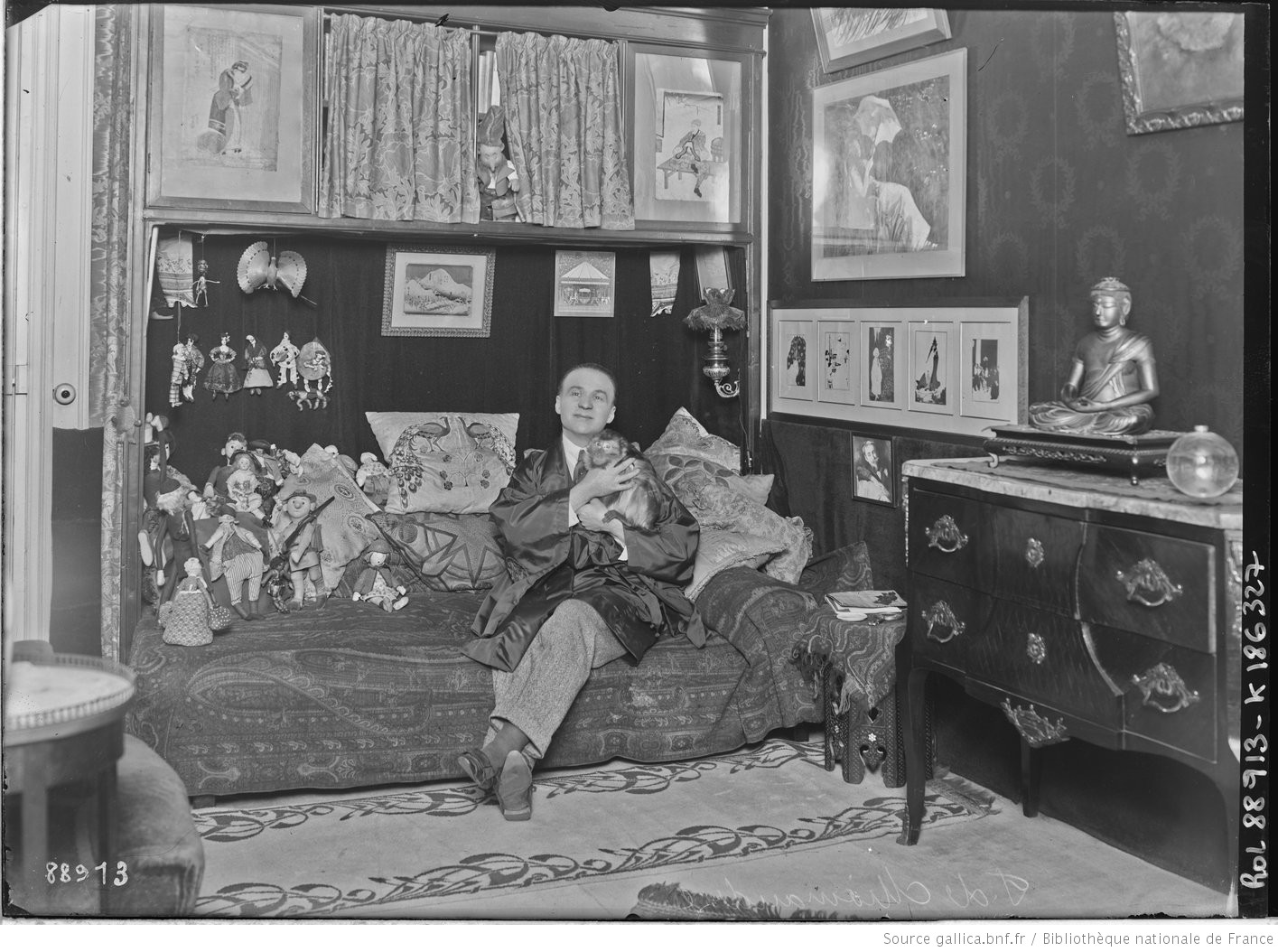
Francis de Miomandre en kimono avec un singe dans ses bras

Fils du représentant de commerce Gilbert Durand et de Thérèse de Miomandre, Francis Durand a gardé le nom de sa mère comme nom de plume. Romancier, poète, essayiste, chroniqueur, il est l'auteur d'une œuvre très abondante. On lui doit aussi de nombreuses traductions de l'espagnol (Unamuno, Calderón, Cervantes, Asturias, Lydia Cabrera) et du portugais (Machado de Assis), entre autres.
De 1908 à 1911, il participe au club des Longues moustaches.
En 1924, son roman La Cabane d'amour est porté à l'écran par Juliette Bruno-Ruby, d’après son propre scénario.
Il consacre les dernières années de sa vie à la traduction et à la promotion d'auteurs hispanophones, notamment à travers le magazine Hommes et mondes.
Il était proche d'auteurs comme André Gide, Valéry Larbaud, Paul Claudel, André Suarès et Robert Desnos.

## Hommage
Il vécut au 56 avenue Mozart (16e arrondissement de Paris). Une plaque lui rend hommage.

## Œuvre

### Romans et nouvelles
- Écrit sur de l'eau... Paris, Émile-Paul Frères. Prix Goncourt 1908
  - Rééd. : Paris, Ferenczi, coll. « Le Livre moderne illustré » no 1. Bois de Clément Serveau, 1923
Paris, Émile-Paul Frères, eaux-fortes de Emili Grau i Sala, 1947
Monaco, Les Éditions nationales de Monaco, « Collection des prix Goncourt », 1950
Paris, La Différence, 2013
- Aventures merveilleuses d'Yvan Danubsko, prince valaque. Paris, Daragon, 1909
- Le Vent et la Poussière. Roman. Paris, Calmann-Lévy, 1909
- Au Bon Soleil, scènes de la vie provençale. Dialogues. Paris, Calmann-Lévy, 1911
- Digression peacockienne. Paris, Champion, 1911
- Gazelle (Mémoire d'une tortue). Paris, Dorbon, 1910
- L'Ingénu. Roman. Paris, Calmann-Lévy, 1911

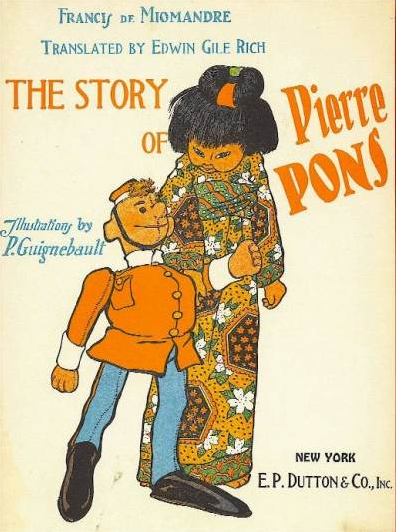
The Story of Pierre Pons, une traduction parue en 1929 à New York de son Histoire de Pierre Pons, pantin de feutre.

- Histoire de Pierre Pons, pantin de feutre, roman pour les enfants. Illustrations de Paul Guignebault. Paris, Fayard, 1912 ; rééd. avec des illustrations de Mlle Daujat. Paris, Les Arts et le livre, coll. « La Joie de nos enfants », 1927
- ... D'amour et d'eau fraîche. Paris, Payot. 1913
- L’Aventure de Thérèse Beauchamps. Roman. Paris, Calmann-Lévy, 1913 ; rééd. Paris, Arthème Fayard, coll. « Le Livre de demain », 28 bois originaux de Roger Grillon, 1925
- Le Veau d’or et la vache enragée. Paris, Émile-Paul Frères, 1917.
- Pantomime anglaise. Roman. Illustrations de Marco de Gastyne. Paris, Renaissance du livre, coll. « In extenso », 1918
- Voyages d’un sédentaire. Fantaisies. Paris, Émile-Paul Frères, 1918
- La Cabane d’amour ou le Retour de l’oncle Arsène. Roman, Paris, Émile-Paul Frères, 1919
- Le Mariage de Geneviève. Paris, Ferenczi et Fils, 1920
- L'Amour sous les oliviers. Paris, Ferenczi et Fils, 1921
- Les Taupes.  Roman. Paris, Émile-Paul Frères, 1922
- Ces petits messieurs. Roman. Paris, Émile-Paul, 1922 ; rééd. Paris, Les Éditions de France, coll. « Le Livre d’aujourd’hui », 1933
- Le Greluchon sentimental. Roman. Paris, Ferenczi et Fils, coll. « Colette », 1923 ; rééd. Paris, Ferenczi et Fils, coll. « Le Livre moderne illustré », no 304. Bois originaux de Lalande, 1938
- La Naufragée. Roman. Paris, Ferenczi et Fils, coll. « Colette », 1924 ; rééd. Ferenczi et Fils, coll. « Le Livre moderne illustré », nº 56. Bois originaux de Peti Jean Armand, 1928
- La Jeune Fille au jardin, roman inédit, bois originaux de Gérard Cochet. Paris, Ferenczi & Fils, coll. « Le Livre moderne illustré », nº 13, 1924
- Contes des cloches de cristal. Paris, Chez Madame Lesage, coll. « Le Sage et ses amis », 1925
- La Bonbonnière d'or. Roman. Paris, Ferenczi et Fils, 1925
- L’Ombre et l’Amour. Journal d’un homme timide. Roman. Paris, Vald. Rasmussen, coll. « Échantillons », 1925
- Le Radjah de Mazulipatam. Paris, Ferenczi & fils, 1926 ; rééd. Kailash éditions, postface de Christian Petr, 1996
- L’Amour de Mademoiselle Duverrier. Paris, Ferenczi et Fils, 1926 ; rééd. Ferenczi et Fils, coll. « Le Livre moderne illustré », nº 140. Bois originaux de Jean Moreau, 1932
- Olympe et ses amis. Roman. Paris, Ferenczi et Fils, 1927 ; Paris, Ferenczi et Fils, coll. « Le Livre moderne illustré », nº 279. Bois originaux de Prassinos, 1937
- Les Baladins d’amour. Roman. Paris, Ferenczi et Fils, 1928 ; rééd. Paris, Ferenczi et Fils, coll. « Le Livre moderne illustré », nº 210. Illustrations en couleurs de Michel Jacquot, 1934
- Passy-Auteuil ou Le vieux monsieur du square. Monologue intérieur. Avec 45 dessins de Clément Serveau. Paris, André Delpeuch éditeur, coll. « Le roman de Paris », 1928
- Soleil de Grasse. Roman. Paris, Ferenczi et Fils, 1929
- Baroque. Roman. Paris, Ferenczi et Fils, 1929 ; rééd. Paris, Ferenczi et Fils, coll. « Le Livre moderne illustré », nº 233. Bois en couleurs de Claude Escholier, 1935
- Le Jeune Homme des palaces. Paris, Éditions des Portiques, 1929
- Le Patriarche, nouvelle. Ornée de bois par Honoré Broutelle. Paris, Aux dépens de la Société de la gravure, 1919
- Vie du sage Prospero. Paris, Plon, coll. « La Grande Fable. Chroniques des personnages imaginaires », nº 2, 1930
- Jeux de glaces. Roman. Paris, Ferenczi et Fils, 1930
  - Ferenczi et Fils, coll. « Le Livre Moderne Illustré », nº 182, bois originaux de Constant Le Breton, 1933
- Âmes russes 1910. Paris, J. Ferenczi & Fils, 1931
- Les Égarements de Blandine. Paris, Ferenczi & fils-Le Beau livre, 1932 ; rééd. Paris, Ferenczi et fils, coll. « Le Livre moderne illustré », nº 257, illustrations de Haardt, 1936
- Otarie. arabesque amoureuse et marine. Dédié à Blaise Cendrars. Paris, Maurice d'Hartoy éditeur, coll. « Les Maîtres du style », 1933
- Le Zombie. Roman. Paris, Ferenczi, 1935
- Le Cabinet chinois. Paris, Gallimard, coll. « La Renaissance de la nouvelle », 1936
- Direction Étoile. Roman. Paris, Plon, 1937 ; rééd., préface de Bernard Quiriny, illustrations de Régis Lejonc, L'Arbre vengeur, 2021
- L'Invasion  du paradis. Roman. Paris, Ferenczi, 1937
- Le Fil d’Ariane. Avignon, Édouard Aubanel, coll. « Les grands contemporains », éditeur, 1941
- Portes. Nouvelles. Neuchâtel, Éditions de la Baconnière, coll. « Les Cahiers du Rhône », série blanche, XIX, novembre 1943 (nouvelles)
- Fugues. Marseille, Robert Laffont, 1943
- Les Jardins de Marguilène. Roman. Fribourg, L.U.F., 1943
- Le Raton laveur et le maître d’hôtel. Roman. Fribourg, L.U.F., 1944
- Primevère et l’Ange. Roman. Paris, Robert Laffont, 1945
- L'Âne de Buridan. Roman. Lyon, Éditions Ludunum, 1946
- La Conférence. Roman. Paris, Le Bateau ivre, 1946
- Rencontres dans la Nuit. Roman. Bienne, Éditions du Panorama/Éditions du Dauphin, 1954
- L’Œuf de Colomb. Roman. Paris, Grasset, 1954
- Aorasie. Roman. Paris, Grasset, 1957
- Caprices. Nouvelles. Paris, Gallimard, 1960

### Essais
- Claudel et Suarès. Conférence. Bruxelles, La Libre esthétique, 1907
- Visages. Bruges, Arthur Herbert, 1907
- Figures d'hier et d'aujourd'hui, Paris, Dorbon-Ainé, 1911
- Méditation sur la femme de France. Illustrations de Gabrielle. Paris, Nouvel Essor, 1916
- Dans le goût vénitien. Douze planches de Brunelleschi, gravures par Georges Gorvel. Paris, 1921
- Le Pavillon du Mandarin, critiques. Paris, Émile-Paul, 1921
- Éloge de la laideur. Paris, Hachette, « Collection des éloges », 1925 ; rééd. Paris, Les Éditions Cartouche, 2010  (ISBN 9782915842685) [présentation en ligne]
- Fumets et fumées. L'art de manger, l'art de boire, l'art de fumer. Croquis d'O. Fabrès. Paris, Le Divan, coll. « Les Soirées du Divan », 1925
- La Mode. Paris, Hachette, coll. « Notes et maximes », 1926
- Bestiaire. Images de Simon Bussy. Proses de FM. Paris, Govone, 1927
- Le Casino. Paris, La Nouvelle Société d'Édition, coll. « L’Homme à la page », 1928
- Grasse. Frontispice de Jean Marchand. Paris, Émile-Paul Frères, coll. « Portrait de la France », n° 23, 1928
- La Vie amoureuse de Vénus, déesse de l’amour. Paris, Ernest Flammarion, coll. « Leurs amours », 1929
- Foujita. Paris, numéro spécial de L'Art et les artistes, 1931
- Dancings, lithographies de Henry Gazan, Flammarion, 1932
- Danse, avec 152 illustrations. Paris, Flammarion, coll. « Voir… et… savoir », 1935
- Mon Caméléon. Paris, Albin Michel, coll. « Scènes de la vie des bêtes », 1937 ; rééd. Paris, L'Esprit des péninsules, coll. « L’Alambic », suivi de huit lettres inédites. Postface et bibliographie par Éric Dussert. 1997 ; rééd. Talence, L'Arbre vengeur, coll. « L’Alambic », 2017
- Mallarmé. Mulhouse, Bader-Dufour, 1948

### Poèmes
- Les Reflets et les souvenirs, Paris, Bibliothèque de l'Occident, 1904
- Samsara, Paris, Éditions Fourcade, 1931

### Traductions
- Hommes de maïs (Hombres de maíz), Miguel Ángel Asturias (Prix Nobel de Littérature 1967), 1949 ; rééd., Paris, Albin Michel, coll. « Les grandes traductions », 1967
- Légendes du Guatemala, Miguel Angel Asturias, Paris, Gallimard, date ?
- Contes nègres de Cuba (Cuentos negros de Cuba), Lydia Cabrera, 1936
- Don Quichotte de la Manche, Miguel de Cervantes, préface de Jacques Mercanton, Guilde du livre, Lausanne, 1957